# 欧日尼亚克
欧日尼亚克（法語：Augignac，法語發音：[oʒiɲak]）是法国多尔多涅省的一个市镇，位于该省北部，属于农特龙区。

## 地理
欧日尼亚克（45°35'29"N, 0°42'6"E）面积22.64 平方千米，位于法国新阿基坦大区多爾多涅省，该省份为法国西南部内陆省份，是法國本土面积第三大的省，大致对应佩里戈尔地区，北起顺时针与夏朗德省、上维埃纳省、科雷兹省、洛特省、洛特-加龙省、吉倫特省和滨海夏朗德省接壤。
与欧日尼亚克接壤的市镇（或旧市镇、城区）包括：皮耶居-普吕维耶、萨维尼亚克德农特龙、农特龙、邦迪亚河畔阿布雅、勒布尔代、圣埃斯泰夫。
欧日尼亚克的时区为UTC+01:00、UTC+02:00（夏令时）。

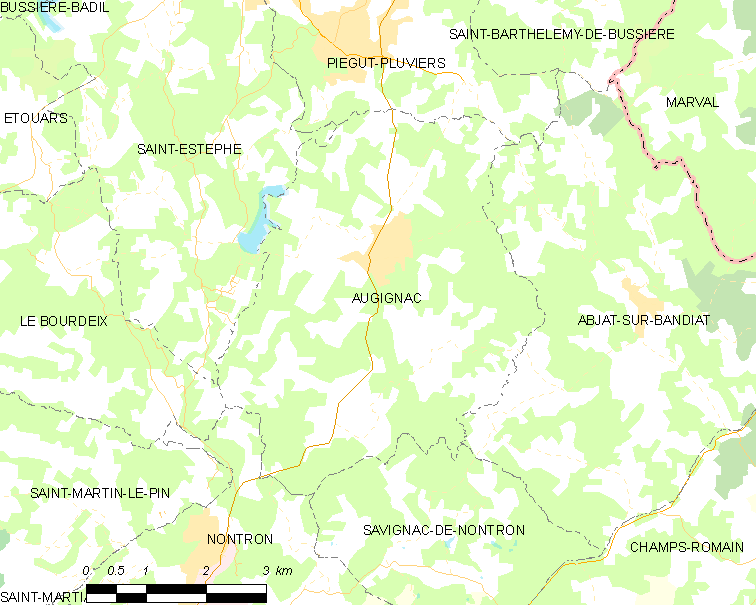
欧日尼亚克的OSM定位图

## 行政
欧日尼亚克的邮政编码为24300，INSEE市镇编码为24016。

## 政治
欧日尼亚克所属的省级选区为农特龙绿色佩里戈尔县。

## 交通
多尔多涅省省道D675线经过境内。

## 人口

1962-2008年间欧日尼亚克人口变化图示

欧日尼亚克于2022年1月1日时的人口数量为825人。